# Кэмпбелл, Эдди
Эдди Кэмпбелл (англ. Eddie Campbell; 6 мая 1939 года, Дункан, Миссисипи, США — 20 ноября 2018 года, Ок-Парк, Иллинойс, США) — американский блюзовый гитарист, вокалист и автор песен. Номинант Blues Music Awards в номинациях «Альбом современного блюза» (1987), «Песня года» (1995), «Альбом года» (2010), «Альбом традиционного блюза»  (2013) . Один из ярчайших мастеров «вест-сайдского» стиля чикагского блюза .

## Биография
Эдди Кэмпбелл родился в Дункане в 1939 году, в возрасте шести лет переехал в Чикаго, где начал учиться играть блюз у Мадди Уотерса (с которым его познакомила мать, знавшая Уотерса ещё по Кларксдейлу), Мэджика Сэма (жившего в квартире сверху) и Отиса Раша. В 12-летнем возрасте Мадди Уотерс уже приглашал его поджемовать на сцену.
В первые годы своей профессиональной карьеры он играл как сайдмен у Хаулина Вулфа, Литтл Уолтера, Литтл Джонни Тейлора. В 1963 году он стал руководителем группы Джимми Рида, чью минималистскую игру на гитаре и невнятный стиль пения он перенял. В 1976 году Вилли Диксон пригласил его выступать в составе Chicago Blues All-Stars. В течение 1970-х он записал несколько синглов на малоизвестных лейблах.
Дебютный альбом Эдди Кэмпбелла King of the Jungle вышел в 1977 году, с участием Кэри Белла на губной гармошке, Льюрри Белла на басу и Лавайета Лика на фортепиано. Этот альбом содержал самую известную песню Кэмпбелла «Santa's Messin' With The Kid», которая стала рождественским хитом и которую позже перепела рок-группа Lynyrd Skynyrd . В 1979 году Эдди Кэмпбелл принял участие в организованном лейблом Big Bear Records турне по Европе под названием American Blues Legends. В 1984 году Кэмпбелл вообще перебрался в Европу, жил сначала в Нидерландах, затем в Дуйсбурге, и лишь в середине 1990-х вернулся в Чикаго. В 2006 году выступал в Москве .
Альбом 2009 года Tear This World Up был номинирован на премию Blues Music Award как альбом года. В аннотации к нему Delmark Records отметила: «Эдди давно является мастером классического чикагского блюза, но всегда остается самим собой, выступая на площадках по всему миру с фанком и рок-н-роллом, а также блюзом, все с его богатым, широкополосным вокалом, фирменным пропитанным реверберацией звуком его винтажной металлической фиолетовой гитары Fender Jazzmaster и креативным написанием песен» . Последний альбом музыканта Spider Eating Preacher вышел на Delmark Records в 2012 году и был номинирован на Blues Music Award в 2013 году в категории «Альбом традиционного блюза».
В феврале 2013 года Эдди Кэмпбелл перенёс инсульт и инфаркт во время турне в Германии, после чего он остался с парализованной правой стороной тела. Его жена Барбара (также музыкант, игравшая на бас-гитаре на нескольких альбомах) организовала Eddie C. Campbell Assistance Fund для сбора денег на лечение. После паралича музыкант время от времени появлялся на фестивалях, играя на губной гармонике.
Эдди Кэмпбелл умер в 2018 году в Ок-Парке, Иллинойс  от сердечной недостаточности , оставив после себя восемь дочерей и семь сыновей .
Эдди Кэмпбелл, кроме того что он был музыкантом, мог иметь будущее в боксе: в 1950-е он победил в 16 поединках в тяжёлом весе подряд, и в 1959 году его приглашали на бой против Кассиуса Клея, с которым Кэмпбелл был знаком: они купили свои мотоциклы в одном магазине. Но бою помешала авария на мотоцикле, в которой Кэмпбелл сломал ногу. Как вспоминал музыкант: «В 1959 году я весил 210 фунтов и собирался сразиться с Али в «Золотых перчатках»..но я был слишком счастлив со своими мотоциклами» .
По словам Дика Шурмана, продюсера музыканта: «Он сам себе лучший ритм-гитарист, и для него песня — как часы: он слышит, как все партии (часто основанные на стандартных гитарных партиях Джимми Рида или Хаулина Вульфа) работают вместе, и, конечно, в нём много фанка с его кондовой базой блюза Миссисипи» . Он же говорил про Кэмпбелла: «Во-первых, он был очень индивидуальным и ярким художником. В раннем возрасте у него была огромная шевелюра, и он носил экзотические наряды — настоящий индивидуалист. В то же время он был одним из истинных и последних факелоносцев того, что они называют классическим вестсайдским звучанием. Он был одним из великих интерпретаторов Мэджика Сэма, близким к Лютеру Эллисону и Отису Рашу, и всей той школе людей, которые приехали из Миссисипи и сформировали немного более прогрессивную версию чикагского блюза, чем прямолинейный дельта-блюз» 
Блюзмен Вилли Кент описал Кэмбелла как человека c действительно сильным грувом. «Его чувство времени и ритма были действительно безошибочными» .
«Помимо того, что он был превосходным гитаристом и экспрессивным певцом, он также был чертовски оригинальным автором песен» .
«Он олицетворял собой звучание Вест-Сайда, включавшее R&B и соул», — сказал историк музыки из Чикаго Джеймс Портер. «У него был превосходный голос, превосходный блюзовый голос, но он был более выдающимся как гитарист и автор песен» .
Президент Delmark Records Джулия Миллер сказала, что «Он не был пуристом, и в его музыке были намёки на рок», — сказала она. «И он был великим героем гитарного блюза Вест-Сайда».

## Дискография
- King of the Jungle (Mr. Blues, 1977; перевыпущен Rooster Blues)
- Let's Pick It! (Black Magic Records, 1984; перевыпущен Evidence Records)
- The Baddest Cat on the Block (JSP Records, 1985)
- Mind Trouble (Double Trouble Records, 1988)
- That's When I Know (Blind Pig Records, 1994)
- Hopes and Dreams (Rooster Blues, 1997)
- Gonna Be Alright (Icehouse Records, 1999)
- Show de Bola (Blues Special Records, 2005)
- Tear This World Up (Delmark Records, 2009)
- Spider Eating Preacher (Delmark Records, 2012)